# Stompe moerasslak
De stompe moerasslak (Viviparus viviparus) is een in zoet water levende kieuwslak.

## Beschrijving

### Schelpkenmerken
Schelp met 5½-6 vrij bolle windingen gescheiden door een matig diepe sutuur. De windingen zijn volledig afgerond, zijn niet geschouderd en verlopen vanaf de sutuur schuin af. Er is een schuin ovale aan de bovenzijde iets toegespitste mondopening. De top is duidelijk gepunt maar verder stomp en niet zo spits als bij de spitse moerasslak (V. contectus). Kielen op de topwindingen ontbreken evenals haartjes op de schelp van de jonge dieren. De sculptuur bestaat alleen uit fijne groeilijnen, soms is een onregelmatige hamerslagsculptuur aanwezig. De schelp is dunwandig en heeft een dun groenachtig of lichtbruin periostracum. De kleur van de schelp zelf is variabel van kleurloos, wit, bruingeel tot groenbruin. Meestal zijn er drie roodbruine spiraal kleurbanden die door het periostracum heen zichtbaar zijn, soms zijn deze banden echter afwezig. De schelp kan bedekt zijn met een dunne aanslag van algen of ijzermineralen waardoor van de eigen kleur niets te zien is. Er is een nauwe maar duidelijke spleetvormige navel. Deze soort heeft zoals alle moerasslakken een dun hoornachtig operculum dat concentrisch is opgebouwd.

### Afmetingen van de schelp
- hoogte: tot ongeveer 39 millimeter
- breedte tot ongeveer 29 millimeter

### Dier
De dieren hebben een grote kruipzool, een sterk ontwikkelde 'snuit' en een opvallende ademopening. De kleur van het lichaam is bruingrijs met oranjegele vlekjes.

### Voortplanting
De dieren zijn van gescheiden geslacht. Zoals de Latijnse naam aangeeft, zijn deze dieren levendbarend. De juiste term is eierlevendbarend (ovovivipaar) want er zijn wel eieren maar die komen in de uterus van het moederdier tot ontwikkeling. Elk ei zit in een eigen met eiwit gevuld kapsel en er kunnen 2-10 eikapsels per moederdier aanwezig zijn. Als de ontwikkeling van de jongen al tamelijk ver gevorderd is, dan verlaten zij het moederdier. Hun schelp is dan ongeveer 4 millimeter hoog.

### Levensduur
Schattingen over de levensduur van de Stompe moerasslak lopen uiteen en variëren tussen 6-11 jaar en 12-20 jaar.

### Habitat en levenswijze
Meestal in door stroming of golfslag zwak bewogen water, soms in stilstaand water. Er is een stevig substraat nodig met een niet al te sterke plantengroei. De soort kan een lichte verhoging van het zoutgehalte verdragen (tot 3 ‰). De dieren leven van algen en vooral van detritus.

### Areaal
Deze soort heeft een Europese verspreiding ten Noorden van de Alpen, van Engeland tot aan de Oeral. Leeft o.a. in het stroomgebied van de Rijn, in de Donau echter afwezig. In Nederland en België in de hierboven genoemde watertypen niet zeldzaam.

### Fossiel voorkomen
Bekend uit enkele pleistocene interglacialen. Zeldzaam. Verwarring met Viviparus diluvianus en Viviparus gibbus is goed mogelijk.

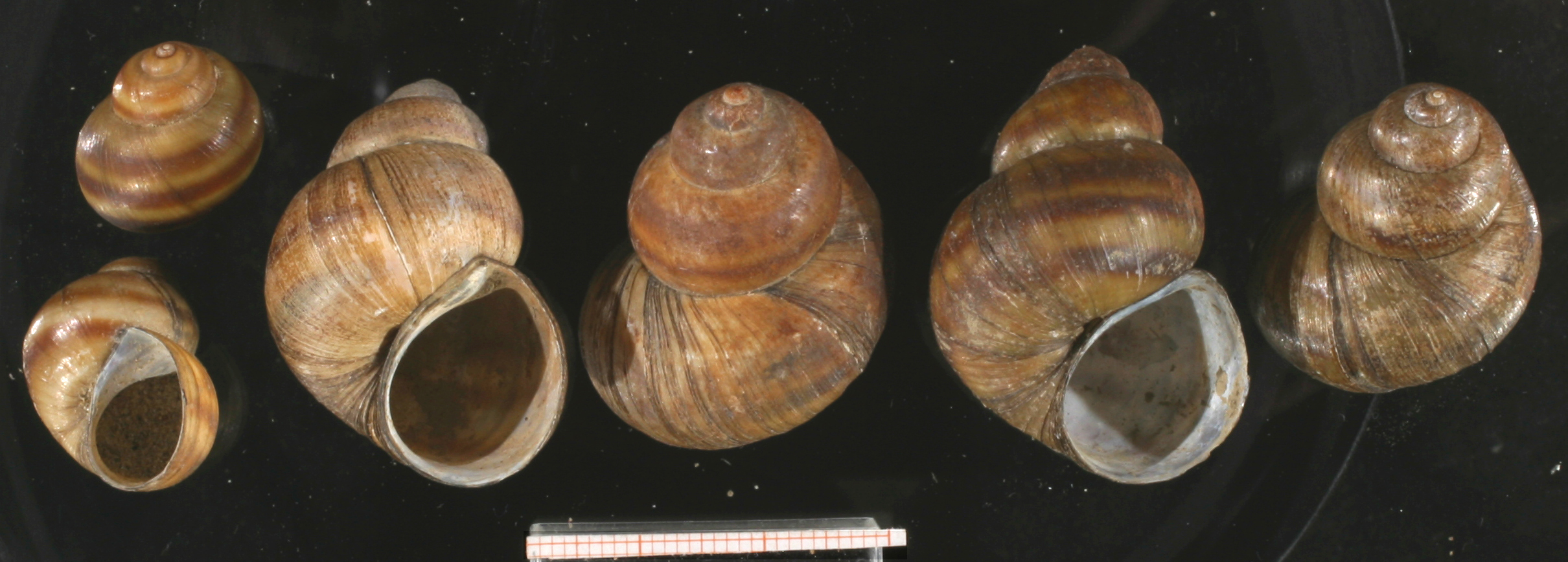
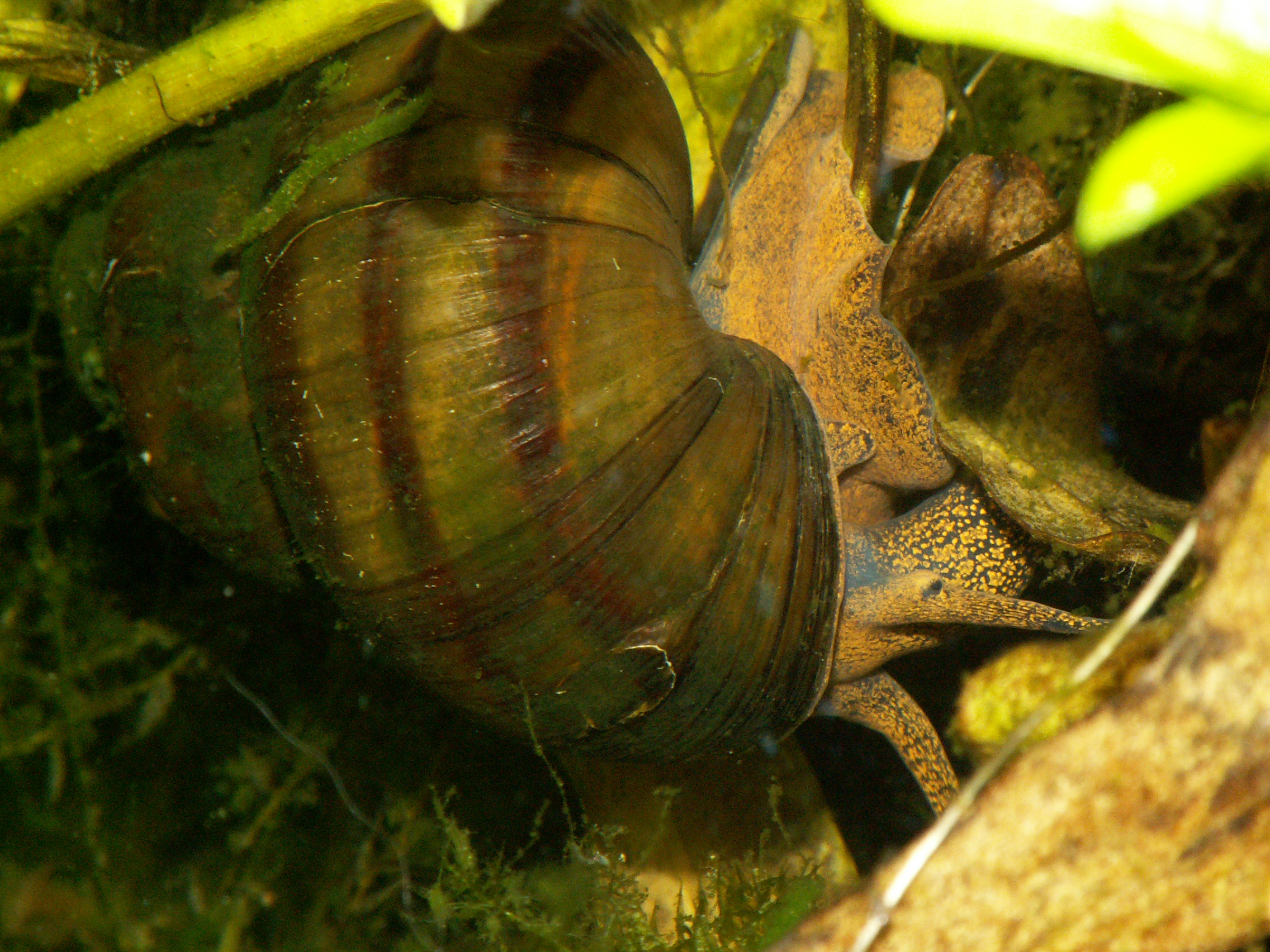